# 비방디
비방디 SA(영어: Vivendi SA)은 프랑스의 다국적 미디어 그룹이다. Canal+ Group, 유니버설 뮤직 그룹, Flavorus, 게임로프트, 데일리모션 등의 주요 계열사들을 두고 있다.

## 역사
1853년 12월 14일, "Compagnie Générale des Eaux (CGE)"라는 이름의 수자원 회사가 나폴레옹 3세의 칙령에 의해 설립되었다. 1854년 리옹시 상수도 사업 허가를 받은 것을 시작으로 1861년 파리 (프랑스), 1880년 낭트, 베네치아, 1882년 이스탄불, 1883년 포르투에 진출했다.
수자원 사업에 집중해온 CGE는 1976년부터 여러 차례의 인수를 통해 쓰레기 처리, 에너지, 교통, 건설, 부동산 개발등으로 사업 영역을 확장했다. 1983년 프랑스 최초의 유료방송사인 카날+에 출자했다. 1996년 CEO로 취임한 장 마리 메시에 밑에서 CGE는 미디어와 통신사업을 본격적으로 확장했다. 미디어 산업에 집중하기 위해 건설 사업은 1998년 빈치SA로, 수도와 쓰레기 처리, 교통 사업은 1999년 베올리아로 분사되었다. 1998년, CGE는 이름을 비방디(Vivendi)로 변경하였다.
2000년 유니버설 픽처스 등 시그램사의 미디어 자산과 비방디가 합병해 당시 세계 2위 규모의 미디어 기업인 비방디 유니버설로 재편되었다. 하지만 무리한 인수와 그로인한 막대한 부채, 2000년대 초반 광고 시장의 침체가 겹치면서 2002년 233억 유로에 달하는 손실을 입었다. 장 마리 메시에는 경영상의 어려움과 프랑스 정치권과의 갈등에 책임을 지고 사임했다. 비방디는 2004년에 유니버설 픽처스의 지분 80%를 미국 제너럴 일렉트릭에 넘긴 것을 포함해서 많은 자산들을 매각해야 했다.
2012년 프랑스의 사업가 빈센트 볼로레가 지분의 1.7%를 인수한 것을 시작으로, 2022년 현재 29.5%를 보유해 최대 주주가 되었다. 볼로레는 비방디 소유의 매체들이 자신의 보수적, 종교적 가치를 반영하게 했다. 비방디의 뉴스 전문 방송인 C News는 보수적인 보도로 "프랑스의 폭스 뉴스"로 불린다.
2021년 자회사였던 유니버설 뮤직그룹이 분사되어 유로넥스트 암스테르담에 상장되었다. 비방디는 지분 40%를 유지해 최대 주주로 남았다.

## 사업[4]
비방디의 주요 사업은 크게 영화와 방송, 통신과 광고, 잡지, 게임 4가지로 나뉜다.

### 영화와 방송
Canal+ Group은 프랑스에서 가장 큰 유료 방송 채널인 Canal+와 지상파 채널 3곳을 보유하고 있다. Canal+ Group은 전세계에 2550만 명의 고객이 있는데 그중 1600만명이 프랑스 밖에 있다.
스튀디오카날은 유럽에서 가장 큰 제작사이자 배급사이다. 7500개 이상의 영화와 텔레비전 프로그램 판권을 보유하고 있다.
비방디의 OTT 서비스에는 마이 카날(my Canal)이 있다.

### 통신과 광고
Havas는 광고 대행사로 전세계 100개 이상의 국가에 22,000명 이상을 고용하고 있다. 1835년 세계 최초의 뉴스 통신사로 시작했지만 AFP에 통신 사업을 넘기고 현재의 모습이 되었다.